# Московцев, Олег Алексеевич
Олег Алексеевич Московцев (28 сентября 1935, Выползово, Бологовский район, Калининская область, РСФСР, СССР — 8 января 1994, Нефтеюганск, Тюменская область) — российский инженер-геолог-нефтяник, лауреат Ленинской премии 1970 г. Член КПСС с 1962 г.

## Биография
Родился 28 сентября 1935 г. в с. Выползово Бологовского района Калининской области в семье служащих.
Окончил Казанскую школу № 28 (1953) и геологический факультет Казанского университета (1958, специальность «Геология и разведка нефтяных и газовых месторождений»), работал в НПУ «Азнакаевнефть» Татарской АССР: оператор, инженер-геолог, старший геолог цеха поддержания пластового давления. В 1964—1966 гг. — начальник геологического отдела ГПУ «Сургутнефть» ХМАО.
С 1966 г. главный геолог нефтепромыслового управления «Юганскнефть». В 1977—1994 гг. — главный геолог, заместитель генерального директора по геологии ПО (АО) «Юганскнефтегаз».
Участвовал в вводе в промышленную эксплуатацию Мамонтовского, Правдинского, Сургутского и других нефтяных месторождений.
Умер в Нефтеюганске 8 января 1994 года, похоронен в Казани.

## Награды и звания
- Ленинская премия (1970 год; в составе коллектива) — за разработку и внедрение высокоэффективных комплексных технико-технологических решений, обеспечивших ускоренное развитие добычи нефти в Тюменской области;
- Заслуженный геолог РСФСР (1985);
- Орден Трудового Красного Знамени (1981);
- Три медали, в том числе медаль «За освоение недр и развитие нефтегазового комплекса Западной Сибири».